# انقلاب ۱۸۴۹ بادن
انقلاب ۱۸۴۹ بادن جنگی میان شورشیان بادن- که قصد ایجاد حکومت جمهوری داشتند - و نیروهای پروس بود که می‌خواستند انقلابیون را سرنگون نمایند.